# أبطال التايتنز ومهمة طوكيو
أبطال التايتنز ومهمة طوكيو (بالإنجليزية: Teen Titans: Trouble in Tokyo)‏ هو فيلم رسوم متحركة تلفزيوني، أنتج سنة 2006.

## طاقم التمثيل

### الدبلجة العربية
- عبدو حكيم بدور بيست بوي
- حسن مهدي بدور روبن
- زياد منذر بدور سايبورغ
- ميرنا الحسيني بدور رايفن
- ندى نصر بدور ستارفاير
- إبراهيم ماضي بدور بروشوغون
- فادي الرفاعي بدور دايزو
- سعد حمدان بدور سايكوتيك، مالك مطعم السوشي
- إسماعيل نعنوع بدور مالك الكتب، العمدة
- رالين داغر بدور نيا نيا

## إصدار دي في دي
تاريخ إصدار الدي في دي كان 6 فبراير 2007. تضمنت الميزات الخاصة "الحلقة المفقودة"، تتضمن صاروخ فاسق شرير، ولعبة.

## وصلات خارجية
- أبطال التايتنز ومهمة طوكيو على موقع IMDb (الإنجليزية)
- أبطال التايتنز ومهمة طوكيو على موقع نتفليكس (الإنجليزية)
- أبطال التايتنز ومهمة طوكيو على موقع قاعدة بيانات الفيلم (الإنجليزية)
- أبطال التايتنز ومهمة طوكيو على موقع ليتربوكسد (الإنجليزية)
- أبطال التايتنز ومهمة طوكيو على موقع كينوبويسك (الروسية)